# Gesinnungsgemeinschaft der Neuen Front
Gesinnungsgemeinschaft der Neuen Front (GDNF) es una organización neonazi, activa principalmente durante la década de 1990. Se traduce al español como la Comunidad de Personas de Ideas Afines del Frente Nuevo o el Pacto del Frente Nuevo.
La GdNF se formó en 1985 por Michael Kühnen, Thomas Brehl y Christian Worch después de la prohibición del Frente de Acción de los Nacionalsocialistas/Activistas Nacionales.  La GdNF pronto fue formalizada como una organización. Se oponía  a la influencia de los EE. UU., la destrucción del medio ambiente y el debilitamiento de la pureza racial alemana. También la organización comenzó a ser activa en Austria.
Cuando Kühnen reconoció  ser homosexual en 1986, un sector de la GdNF permaneció fiel a él en la división resultante, aunque otra facción se unió al Freiheitliche Deutsche Arbeiterpartei. Sin embargo, el grupo continuó mejorando su base organizativa a pesar de este revés, organizando manifestaciones, entrenamiento paramilitar y la creación de células en la República Democrática Alemana. También buscó construir una red de contactos internacionales con los que cooperó en temas militares, la difusión de propaganda y la dispersión de armas.
Después de la muerte de Kühnen en 1991, la dirección de la GDNF, que contaba con unos 400 miembros en plena actividad, pasó a Worch, Winfried Arnulf Priem y el líder neonazi austriaco Gottfried Küssel. Sin embargo, sin Kühnen el grupo entró en declive y se perdió en un mar de grupos similares que se formaron en la década de 1990 debido a la cada vez más grande atención del gobierno a las actividades neonazis.  Con Worch encarcelado en 1996 y otras figuras importantes como Thomas Brehl poniendo en marcha sus propios grupos, la GdNF pasó gradualmente a la inexistencia, aunque nunca se ha disuelto oficialmente hasta hoy.